# I Am Nojoom, Age 10 and Divorced
I Am Nojoom, Age 10 and Divorced é um filme de drama iemenita de 2014. Dirigido por Khadija al-Salami, conta a história de uma garota que luta para se divorciar de seu violento marido. Foi selecionado como representante de seu país ao Oscar de melhor filme estrangeiro em 2017.

## Elenco
- Reham Mohammed - Nojoom